# سمير لعوج
سمير لعوج (مواليد 9 ديسمبر 1985 في فورباخ، فرنسا) هو لاعب خط وسط كرة القدم جزائري لعب لنادي نادي غريفينماتشر الرياضي [الإنجليزية] اللوكسمبورغي.

## المسيرة الكروية
بدأ لعوج مسيرته في صفوف الناشئين فريقه مسقط نادي فورباش. بعد اللعب لفترة وجيزة مع نادي نانت ونادي ميتز، انضم لعوج إلى اينتراخت ترير 05 [الإنجليزية] في عام 2003. بقي لعوج في إينتراخت ترير حتى عام 2006، حيث شارك في 16 مباراة وسجل هدفًا واحدًا في الدوري الإقليمي سود [الإنجليزية]. في عام 2006، عاد لينضم إلى نادي فورباخ [الإنجليزية] لموسم واحد، وسجل 16 هدفًا في 20 مباراة. في عام 2007، وقع لعوج مع إف91 دوديلانج في دوري لوكسمبورغ الوطني. بقي في النادي حتى نهاية عام 2008.

## المسيرة الدولية
استدعي لعوج لمنتخب الجزائر لكرة القدم لأقل من 20 عاما لمعسكر تدريبي لكنه لم يظهر في أي مسابقة رسمية.

## التتويجات
إف91 دوديلانج
- دوري لوكسمبورغ الوطني (3): 2007–08، 2008–09، 2013–14
- كأس لوكسمبورغ (1): 2009

## روابط خارجية
- سمير لعوج على موقع قاعدة بيانات كرة القدم.إي يو (الإنجليزية)
- سمير لعوج على موقع عالم كرة القدم.نت (الإنجليزية)